# 渡邊真起子
渡邊真起子（日语：／ Watanabe Makiko，1968年9月14日—）、日本女演員。東京都出身。血液為AB型。

## 影視作品

### 電視劇
- BANANA CHIPS LOVE（1991年，富士電視台） - ユキ
- 出逢った頃の君でいて（1994年，日本電視台） - 定子
- 土曜ワイド劇場 探偵事務所系列（1994年 - 1999年，朝日電視台）
- 金曜エンターテイメント（富士電視台）
  - 橋の雨（1996年）
  - 山村美紗 京都女優系列「京都・呪いの十二単衣殺人事件」（2000年） - 野口美和
- 科調所的女法研 第1季 第1話「声紋は語る! 京都大文字の夜 謎の女が…」（1999年，朝日電視台） - 川村夏子
- 土曜ワイド劇場（朝日電視台）
  - 温泉若おかみの殺人推理8 不倫の汚名をきせられて…（2000年） - 柳沢真理
  - 刑事の妻〜デカツマ〜 1 （2005年）
- 愛人の掟・あなたに逢いたくて（2000年，朝日電視台） - 伊藤瑞希
- 朗読紀行・焼跡のイエス（2002年，NHK-BS、青山真治導演）
- コスメの魔法（2004年，TBS電視台）
- 天花（2004年，NHK）
- 刹那に似てせつなく（2005年，TBS電視台）
- フルスイング（2008年2月，NHK） - 太田涼子
- 相棒 Season 7　第16話（2009年2月18日，朝日電視台）
- チェイス〜国税査察官〜（2010年4月，NHK） - 岬涼子
- 時々迷々（2011年4月、NHK教育台）
- くろねこルーシー（2012年1月，千葉電視台） - 君塚タエ
- 倒數第二次戀愛（2012年1月 - 3月，富士電視台） - 水野祥子
- 家族之歌 第3話（2012年4月29日，富士電視台） - 水上
- たぶらかし-代行女優業・マキ- 第7話（2012年5月17日，讀賣電視台） - 山之内満子
- ドロクター－ある日、ボクは村でたった一人の医者になった－（2012年9月16日、23日，NHK BS Premium）
- 真幌站前多田便利屋（2013年1月，東京電視台）
- 某某妻（2015年1月，日本電視台）- 河西美登利
- 流星休旅車（2015年1月，日本電視台）- 永田澄江
- 東京女子圖鑑（2016年12月，Amazon Prime Video）- 安奈
- 默默奉獻的灰姑娘～醫院藥劑師的處方箋～ 第7集（2020年8月27日，富士電視台）- 古賀萬奈美
- 鐵證懸案～真相之門～ 第3季 第6集（2021年1月9日，WOWOW）- 泉本巡査
- TOKYO MER～行動急診室～（2021年7月4日，TBS電視台） - 白金真理子
- 東京風雲（2022年6月15日・12日，WOWOW / 2022年4月21日・28日，HBO Max） - 戶澤的妻子・戶澤カズコ
- 魔法翻新 第4集（2022年8月8日，關西電視台・富士電視台）- 小山田真理
- 紅色呼叫鈴 第7集 - 最終集（2022年8月 - 9月，東京電視台） - 榎木田玲子
- 我不了的費洛蒙男友 第7集（2023年1月4日，TBS）- 有馬美智子
- 關於惡女 （2023年3月13日，NHK BS4K）- 沢山朝子
- 天狗的廚房（2023年10月 - ，BS-TBS・BS-TBS 4K） - 飯綱・ウィルソン
- 編舟記（2024年2月、NHK BS・NHK BS Premium 4K）- 佐佐木薫

### 電影
- Walking Man（2019年11月） - 飾演 福本光代
- 電影版TOKYO MER：行動急診室（2023年4月） - 飾演 白金真理子

## 獎項
- 1999年每日電影獎最佳劇本（《M/OTHER》）
- 1999年高崎電影節（日语：高崎映画祭）最佳女主角（《M/OTHER》）
- 2013年亞洲電影大獎最佳女配角（《幫老爸拍張照（日语：チチを撮りに）》）
- 2013年亞太影展最佳女配角（《幫老爸拍張照（日语：チチを撮りに）》）
- 2013年橫濱電影節最佳女配角（《幫老爸拍張照（日语：チチを撮りに）》）
- 2020年日刊體育電影大獎最佳女配角

（《淺田家！》）